# Ej anslutna scoutorganisationer och scoutliknande organisationer

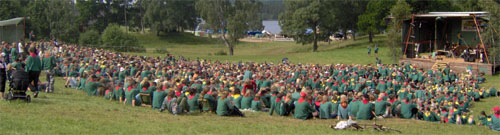
Svenska UV-scout är inte anslutna till världsorganisationerna WOSM och WAGGGS

Ej anslutna och scoutliknande organisationer är scoutingorganisationer som inte är anslutna till World Association of Girl Guides and Girl Scouts (WAGGGS) och World Organization of the Scout Movement (WOSM). Scoutrörelsen framfart har lett till att många nya scoutorganisationer har bildats runt om i världen. Den konventionella scoutrörelsen betjänas idag av WAGGGS och WOSM, som enbart erkänner en scoutorganisation per land, även om den organisationen kan vara en federation som i sin tur består av ett flertal organisationer som bedriver ungdomsverksamhet i landet.
Terminologin som används i artikeln:

Scoutorganisationer som inte är medlemmar av WAGGGS eller WOSM är ej anslutna organisationer. Ungdomsorganisationer som ursprungligen tillhörde den konventionella scoutrörelsen är utbrutna organisationer; en utbruten organisation kan även vara en scout- eller scoutliknande organisation. Scoutliknande ungdomsorganisationer kan ha sin grund både före och efter scoutrörelsen, och karaktäriseras av att de anammar vissa delar av scoutmetoden.

## Anslutna och ej anslutna scoutorganisationer
Sedan scoutrörelsens födelse 1907 har den spritt sig från Storbritannien till 216 länder och områden runt om i världen. Det finns minst 520 nationella eller regionella scoutföreningar i världen, och de flesta har av dessa har känt behovet av att skapa internationella scoutorganisationer för att sätta en standard för scouting och för att samordna sina medlemsorganisationer.
Sex internationella scoutorganisationer betjänar 437 av världens nationella föreningar, plus en sjunde som endast är för vuxna. De två största världsscoutorganisationerna, WOSM och WAGGGS, räknar 362 nationella föreningar som medlemmar, vilka innefattar 38 miljoner pojk- och flickscouter. Andra multinationella scoutorganisationer är bland annat Confédération Européenne de Scoutisme, Union Internationale des Guides et Scouts d'Europe, och World Federation of Independent Scouts. 
Till detta kommer över 80 scoutföreningar och paraplyfederationer som inte är anslutna till någon internationell scoutorganisation. Bland scoutföreningar som endast bedriver verksamhet inom ett land kan nämnas Éclaireurs Neutres de France. Det finns också många mindre grupper och kårer som inte är kopplade till en nationell eller regional förening. Majoriteten av dessa föreningar återfinns i Tyskland, där scouting är väldigt splittrad. Det uppskattade medlemsantalet i scoutorganisationer som inte är ansluta ligger mellan 300 000 och 500 000 individer.

## Scoutliknande ungdomsorganisationer
Det finns även några scoutliknande organisationer som är kopplade till rörelser inom organiserade kyrkor, exempelvis Frälsningsarméns Adventure Corps, Adventismens Pathfinders, Nazarene Caravan, och pingströrelsens Royal Rangers, samt nationella kristna rörelser som MKU-scout och UV-scout. Andra grupper som Camp Fire USA, KFUM, KFUK, Sokol, Rotaract, Boys' Brigade och Girls' Brigade har likheter med scouting, även om några av rörelserna har sitt ursprung redan innan scoutrörelsen. Vissa av dessa rörelser har även på nationell nivå anslutit sig till den nationella scoutrörelsen. TUXIS- och Trail Ranger-rörelserna var scoutliknande organisationer som har sitt ursprung ungefär samtidigt som scouting, men dessa organisationer klarade inte att återhämta sig efter andra världskriget och efterkrigstidens konkurrens med scoutrörelsen.
Sydafrikas Voortrekkers är en ungdomsorganisation för afrikaaner som grundades 1931 då vissa afrikaaner fann det svårt att delta i en rörelse som grundats av deras tidigare boerkrigsfiende, Robert Baden-Powell.

### Politiska och militära scoutingsubstitut

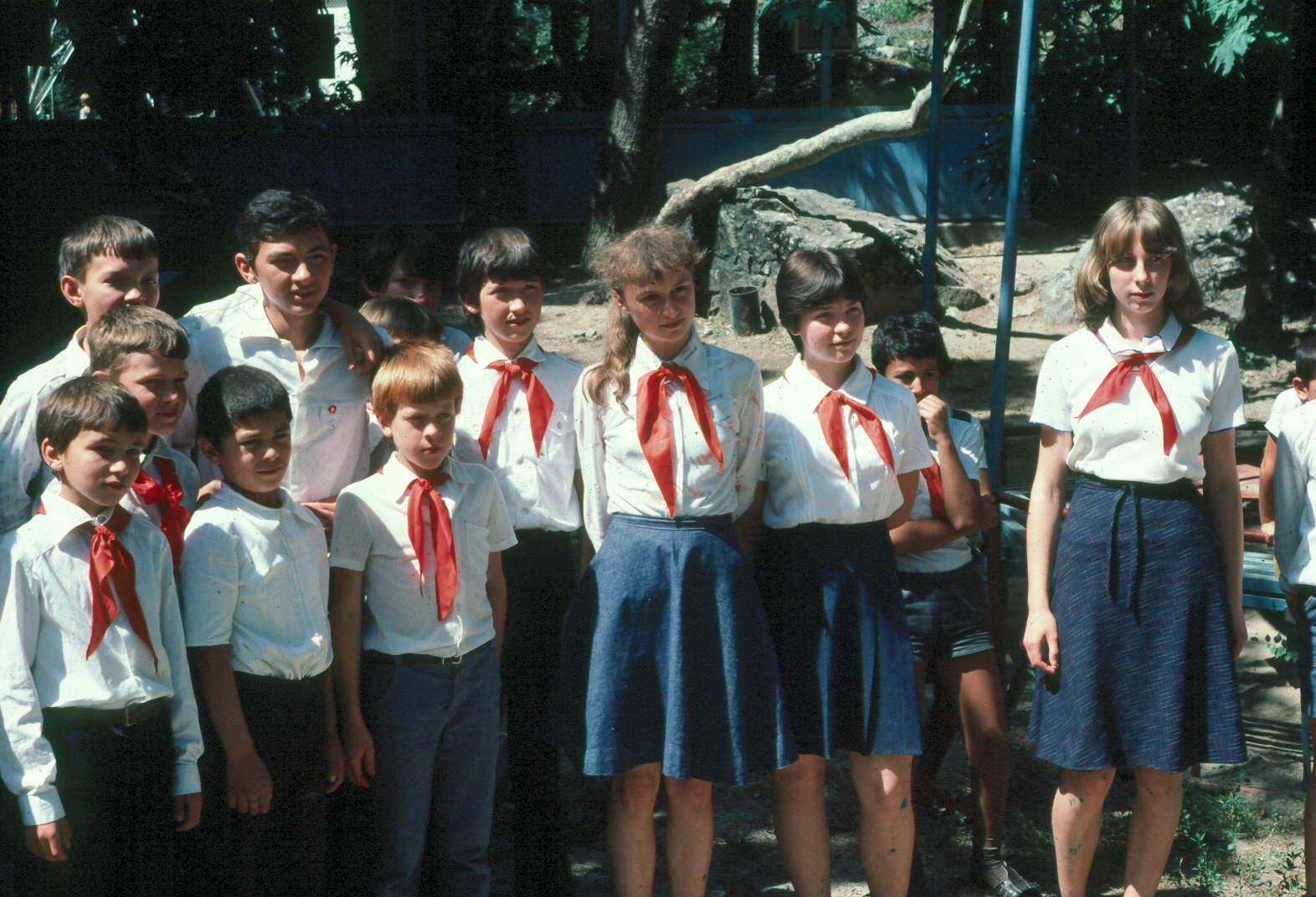
Vsesoyuznaya pionerskaya 1983 i Zeravsjan i Tadzjikiska SSR.

Scouting har förbjudits i vissa länder och är än i dag förbjudet i några av dem. Några av de länder som förbjöd scouting ersatte det med ungdomsorganisationer som inte anses som en del av scoutrörelsen. Sovjetunionen förbjöd scouting 1922, och skapade då den separata rörelsen Vsesoyuznaya pionerskaya organizatsiya imeni V. I. Lenina, som blev grunden för pionjärrörelsen, vilken än idag existerar till viss del i Kina, Kuba, Nordkorea och Vietnam, och den har även omvandlats till en nationalistisk rörelse i Tadzjikistan - King Somoni Inheritance. För närvarande finns det inga erkända scoutorganisationer i Kuba, Nordkorea, Laos, Myanmar, och Kina (med undantag för Hongkong och Macao, som båda har varsin scoutorganisation).
I många delar av Europa finns socialistiska Röda Falkar som tillsammans bildar den internationella falkrörelsen (IFM-SEI). Woodcraft Folk är den brittiska grenen inom IFM-SEI. Dessa organisationer anammar många av scoutrörelsens metoder, men ur en socialistisk synvinkel. Ett exempel är Children's Republic, lägren bedrevs av SJD-falkarna i Tyskland under 1920-talet, till skillnad mot den likartade Pionjärrörelsen så strävar IFM-SEI efter större demokrati. I Sverige är det socialdemokratiska Unga Örnar till den internationella Röda falk-rörelsen.
En annan politisk ungdomsrörelse som existerar än idag är Fianna na hÉireann, en irländsk, republikansk ungdomsrörelse.
I den parlamentariska demokratin Andorra existerar inte scouting, trots att en organisation av det slaget inte är förbjuden.
Före andra världskriget förbjöd Tyskland, Italien, Japan, Ungern och Rumänien scouting. I Tyskland skapades Hitler-Jugend (Hitler-ungdom) och Deutsche Jungvolk för pojkar samt Bund Deutscher Mädel och Jungmädel för flickor; Mussolini bedrev en fascistisk ungdomsorganisation kallad Balilla; och Rumänien hade bakom Järngardet organisationen Străjeria.

## Utbrutna organisationer
Mellan den första utgåvan av Scouting for Boys och grundandet av den första supranationella scoutorganisation, World Organization of the Scout Movement, hade femton år gått och miljontals exemplar av den eftertraktade handboken hade sålts, på ett dussintal språk. 
Många grupper har bildats sedan de ursprungliga Boy Patrols i England. Vissa är ett resultat av grupper eller individer som vägrar dela scoutings ideal och värdegrund men som fortfarande vill delta i scoutliknande verksamhet. Andra menar att WOSM idag har blivit alldeles för politiskt inriktad, vilket Baden-Powell aldrig hade för avsikt. De anser att scouting i stort har drivit iväg från sin ursprungliga tanke, på grund av det politiska maskineriet som långlivade organisationer råkar ut för, dessa organisationer försöker därför återvända till de tidigaste, enklaste metoderna.
Den första åsiktsmotsättningen inom scouting inträffade under november 1909, då British Boy Scouts, den första internationella scoutorganisationen, bildades. Ursprungligen bestod den av cirka 25 procent av Storbritanniens scouter, men det sjönk snabbt från 1911 och framåt. Den kom senare att kallas Brotherhood of British Scouts. Då den var förenad till scoutorganisationer i USA, Italien, Hongkong, Kanada, Sydafrika, Australien, Nya Zeeland, Sydamerika och Indien under 1911, var den kallad Order of World Scouts. Världsorganisationen skapades av sir Francis Vane på grund av hans uppfattningar om alltför byråkratiska och militära drag i den vanliga rörelsen. Med sitt ursprung i Storbritannien, tillsammans med ett flertal mindre organisationer, som exempelvis Boy's Life Brigade Scouts, bildade han federationen National Peace Scouts.
År 1916 grundade en grupp scoutledare i Cambridge, med Ernest Westlake och hans son i spetsen, Order of Woodcraft Chivalry. Westlake och scoutledarna ansåg att rörelsen hade kommit alldeles för långt ifrån sina tidigare ideal, och att den hade förlorat sin vildmarkskaraktär. Ordern finns än idag kvar i England.
Under åren efter första världskriget bröt sig den dåvarande Commissioner for Camping and Woodcraft, John Hargrave, ur den scoutrörelse som enligt honom själv hade en alldeles för militärisk inställning. Han grundade istället den utbrutna organisationen Kibbo Kift, och tog med sig ett antal likasinnade scoutledare och patruller. Den organisationen är den direkta föregångaren till Woodcraft Folk.

### Traditionell scouting
Baden-Powell Scouts grundades 1970, de har sitt ursprung i Storbritannien men finns idag även på andra platser. Baden-Powell Scouts grundades för att "moderniseringen" av scouting innebar att överge de traditioner och avsikter som instiftades av Baden-Powell. En annan nutida utbruten grupp är kristna American Heritage Girls, som grundades 1995 som en reaktion på den påstått växande liberalismen hos Girl Scouts of the USA. I Kanada och till viss del i USA finns det idag en traditionell scoutrörelse, som strävar efter att föra tillbaka scouting till sitt ursprung under Baden-Powells dagar.

### Scouter i exil
Scoutgrupper i exil bildas i ett land som inte är gruppens hemland, som ett resultat av krig och regimskifte. Hos exilscouterna, som betjänar ett samhälle utanför sitt eget hemland, finns en viss förbittring att de inte erkändes under sitt lands diktatoriska period. Dessa grupper ombesörjde ofta postöverlämnande och andra grundläggande tjänster i flyktingläger.